# Prostytutki (film 1998)
Prostytutki – polski film obyczajowy wyreżyserowany przez Eugeniusza Priwieziencewa. Swoją premierę miał w 1998 roku.

## Obsada
- Zuzanna Paluch – Ula
- Andrzej Grabowski – ojciec Uli
- Agnieszka Fitkau-Perepeczko – Lida
- Mariusz Saniternik – mały człowiek
- Cezary Żak – Niemiec
- Katarzyna Figura – Grazia
- Piotr Szwedes – Eryk
- Wojciech Kalarus – Faten
- Paweł Burczyk – policjant
- Jerzy Gudejko – ksiądz
- Jan Jankowski – „Car Kawioru”

## Fabuła
Ulka samotnie wychowuje nieślubne dziecko. Bieda i ojciec alkoholik, który znęca się nad rodziną dodatkowo utrudnia jej dość ciężką sytuację życiową. Pod wpływem znajomej prostytutki, Ula decyduje się na podjęcie pracy w domu publicznym. Nie zdobywa jednak fortuny, tylko rujnuje sobie życie. Pomoc oferuje jej zakochany taksówkarz.

## Nagrody
Nagroda dla Zuzanny Paluch najlepszej aktorki pierwszoplanowej na Koszalińskim Festiwalu Debiutów Filmowych „Młodzi i Film”.